# Kamieniołom Tursko

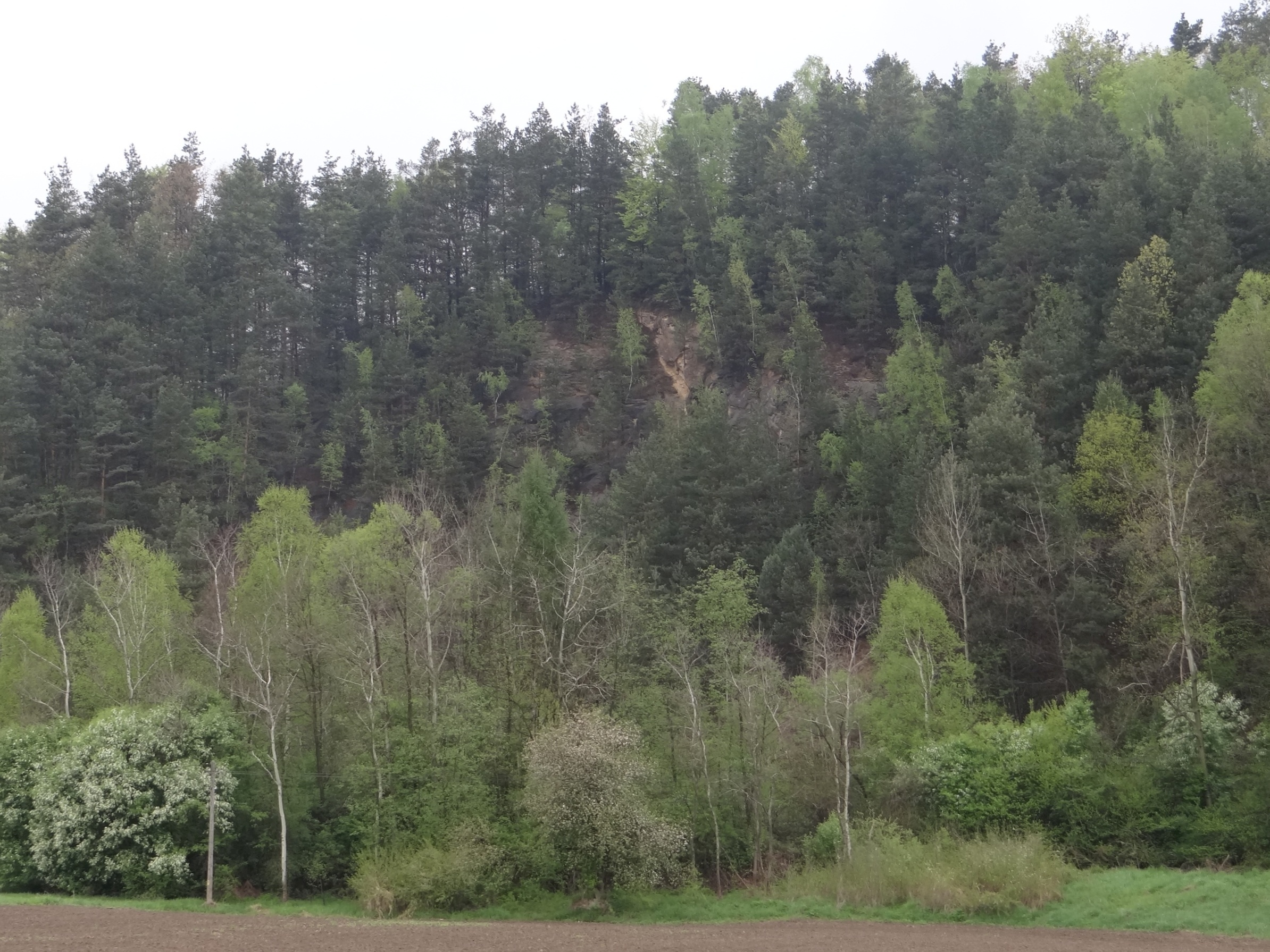

Kamieniołom Tursko – nieczynny kamieniołom w miejscowości Tursko w województwie małopolskim, w powiecie tarnowskim, w gminie Ciężkowice. Znajduje się na prawym brzegu rzeki Białej i wzdłuż brzegu tej rzeki prowadzi do niego z Turska droga szutrowa. Ma powierzchnię 40 arów. W 1998 r. kamieniołom ten uznany został za stanowisko dokumentacyjne i wciągnięty na listę obiektów chronionych województwa małopolskiego. Kamieniołom Tursko leży w granicach Ciężkowicko-Rożnowskiego Parku Krajobrazowego.
Ściana kamieniołomu ma długość 80 m i wysokość około 30 m i zbudowana jest z gruboławicowych piaskowców. Eksploatowano w niej przed I wojną światową kamienie ciosowe i łamane na potrzeby budowlane. Piaskowiec tu zalegający zawiera niewielkie tylko domieszki łupków. Ochroną objęto część kamieniołomu, a całkowita jego powierzchnia wynosi ok. 3 ha. Eksploatacji kamienia zaprzestano dawno i od tego czasu ściany odsłonięcia porosły drzewami i krzewami i naturalna sukcesja wtórna jest daleko już zaawansowana.